# Livgardets Dragoners Kamrat- och Veteranförening
Livgardets Dragoners Kamrat- och Veteranförening är en veteranförening, grundad 1935 i Stockholm som Kgl. Livregementet till häst kamratförening.
| ” | Syftet var att skapa och vidmakthålla samhörighet mellan hästgardister, livdragoner och livryttare. Prins Gustaf Adolf valdes till föreningens ordförande och efter bildandet avåts middag i ridhuset. Där hade sexton långbord dukats tvärs över manegerna, med ett honnörsbord i mitten, omgivet av Livregementets skvadroner. Omkring dessa stod fem bord för de gamla hästgardisterna och fem för livdragonerna. Mötet liksom middagen förlöpte väl, men efter kaffet och congacen förmärktes viss misstämning. Denna övergick i mer eller mindre allmänt slagsmål som utspelades mellan ridhuset och staketet. Inga allvarligare skador tycks dock ha uppstått och då ingen person gjorde någon anmälan, det hela utspelades på ”icke allmän plats” och få i tjänst varande livryttare tycks ha deltagit, blev det heller aldrig något ärende av det hela. Dagofficeren hade troligen gjort bedömningen att det hela kunde avslutas utan hans och vaktstyrkans inblandning. Händelsen stärkte måhända också samhörigheten, om än inte på det sätt som avsikten var. | „ |
| – Ur Livregementet till häst under 1930-talet av Thomas Roth, 1:e intendent vid Statens Försvarshistoriska Museer. | |   |